# Eddie Sierra
Pour les articles homonymes, voir Sierra.
Eduardo Sierra, connu dans le domaine artistique sous le nom d'Eddie Sierra, est un compositeur et chanteur argentin. Il naît à Buenos Aires le 29 novembre 1950.

## Discographie
1. 1985 : Eddie Sierra
2. 1987 : A contraviento
3. 1988 : Buscando mi lugar
4. 1990 : Está todo bien
5. 1990 : Eddie Sierra con los temas de los comerciales de Phillip Morris
6. 1992 : Desde adentro
7. 1992 : Fe
8. 1993 : Cambios
9. 1995 El amor de mi vida